# Rättvisa Ryssland
Rättvisa Ryssland – Patrioter – För sanningen (SRZP) är ett socialdemokratiskt politiskt parti i Ryssland. Partiledare är sedan oktober 2013 Sergej Mironov.
Partiet beskriver sig som ett socialdemokratiskt alternativ till bland andra Ryska federationens kommunistiska parti. Rättvisa Ryssland är ett av de sex partier som sedan parlamentsvalet 2016 sitter i den ryska Statsduman. 
Rättvisa Ryssland har tidigare samarbetat med Enade Ryssland och har stött Vladimir Putin och Dmitrij Medvedev, men övergick till oppositionen 2010-2011. Rättvisa Ryssland har efter parlamentsvalet 2011 deltagit aktivt i protester mot misstänkt valfusk från Enade Ryssland och Putin.
Rättvisa Ryssland nominerade Sergej Mironov, parlamentsgruppens ordförande i presidentvalet 2012 som motståndare till Putin. Mironov kom på femte och sista plats i valet med 3,85 procent av rösterna.
Rättvisa Ryssland är konsultativ medlem av Socialistinternationalen efter att ha uppgraderats från observationsstatus av Socialistinternationalens styrelse.

## Valresultat
I parlamentsvalet 2007 fick Rättvisa Ryssland 5,4 miljoner röster (7,74 procent). Valet 2011 innebar framgångar för partiet, man fick 8,7 miljoner röster (13,24 procent) vilket innebar att man blev tredje största parti i Statsduman.. I valet 2016 fick partiet 6,22 procent och 16 mandat.

## Historia
Partiet bildades den 28 oktober 2006 genom en sammanslagning av partierna Rodina, Ryska pensionärspartiet och Ryska partiet för livet. Den 14 april 2007 anslöt sig även Ryska federationens folkparti, år 2008 anslöt sig De Gröna.
Vid den stora fredsmarschen i Moskva den 21 september 2014 deltog inte Rättvisa Ryssland.